# Brémoy
Brémoy é uma comuna francesa na região administrativa da Normandia, no departamento Calvados. Estende-se por uma área de 12,93 km². Em 2010 a comuna tinha 233 habitantes (densidade: 18 hab./km²).